# Kunst im öffentlichen Raum in Brilon
Kunst im öffentlichen Raum in Brilon umfasst öffentlich zugängliche Plastiken, Skulpturen, Brunnen, Wandmalereien, Mosaike und Graffiti im Gebiet der Stadt Brilon im Hochsauerlandkreis. Die nachstehende Liste von Kunstwerken im öffentlichen Raum ist nicht vollständig. Sie wird kontinuierlich ergänzt.

## Liste
| Bild           | Titel/Bezeichnung            | Standort                                           | Künstler           | Entstehung            | Anmerkungen |
| -------------- | ---------------------------- | -------------------------------------------------- | ------------------ | --------------------- | --- |
|                | Theodor Isenberg mit Huberta | Friedrichstraße                                    |                    |                       | Die Bronzeskulptur stellt den Esel Huberta, das „illegitime Wappentier“ der Stadt Brilon, mit seinem langjährigen Führer Theodor Isenberg dar.                                          |
|                | Geschichtsbrunnen            | hinter dem Rathaus                                 |                    |                       | Der Geschichtsbrunnen zeigt Szenen aus den Briloner Schnadezügen sowie die Wappen der seit 1975 zu Brilon gehörenden Dörfer.                                                            |
|                | Europabrunnen                | Kreisverkehr an der Evangelischen Stadtkirche Lage |                    | Ende der 1980er Jahre | Der Brunnen symbolisiert die Weltkugel in einer geöffneten Hand. |
|                | Schnadebrunnen               |                                                    | Theodor Sprenger   | 1980/1993             | Der Brunnen wurde 1980 errichtet. Die 1993 darauf angebrachten Bronzefiguren sind zwei Briloner Bürgern nachempfunden, die lange Jahre eng mit dem Briloner Schnadezug verbunden waren. |
| weitere Bilder | Petrusbrunnen                | Am Markt Lage                                      |                    | 1360 (Ersterwähnung)  | Der im Volksmund auch „Kump“ genannte Brunnen ist mit einer Petrusstatue und Wappen von Briloner Familien versehen.                                                                     |
| weitere Bilder | Engelbertstatue              |                                                    | Jürgen Suberg      |                       | Die Skulptur stellt den Erzbischof Engelbert von Köln dar. |
|                | Langer Mann mit Schaufel     | Steinbruch Rösenbeck Lage                          | Boris Sprenger     |                       | Die 12 Meter hohe und 8 Tonnen schwere Installation soll an die harte Arbeit im Sauerland erinnern.                                                                                     |
|                | Leitermann                   | Steinbruch Rösenbeck                               |                    |                       | |
|                | Mahnmal zur Judenverfolgung  | Standort der Synagoge Brilon Lage                  |                    |                       | |
|                | Golgatha-Kreuz               | Bei der Propsteikirche St. Petrus und Andreas Lage | Bernhard Kleinhans |                       | |